# Musa Roba-Kinkal
Musa Roba-Kinkal (ur. 16 sierpnia 1989) – pochodzący z Etiopii lekkoatleta specjalizujący się w biegach długich, który od marca 2009 reprezentuje Niemcy.
W 2009 był dziesiąty w biegu na 5000 metrów podczas młodzieżowych mistrzostw Europy oraz dziewiąty w biegu młodzieżowców na czempionacie kontynentu w przełajach. Brązowy medalista w biegu na 10 000 metrów mistrzostw Europy młodzieżowców z 2011. Stawał na podium mistrzostw Niemiec.
Rekordy życiowe: bieg na 5000 metrów – 13:47,77 (25 maja 2011, Koblencja); bieg na 10 000 metrów – 28:41,90 (1 maja 2010, Ohrdruf).

## Osiągnięcia
| Rok  | Impreza                                   | Miejsce | Konkurencja        | Lokata      | Wynik    |
| ---- | ----------------------------------------- | ------- | ------------------ | ----------- | -------- |
| 2009 | Młodzieżowe mistrzostwa Europy            | Kowno   | bieg na 5000 m     | 10. miejsce | 14:11,44 |
| 2009 | Mistrzostwa Europy w biegach przełajowych | Dublin  | bieg młodzieżowców | 9. miejsce  | 25:41    |
| 2011 | Puchar Europy w biegu na 10 000 metrów    | Oslo    | bieg na 10 000 m   | –           | DNF      |
| 2011 | Młodzieżowe mistrzostwa Europy            | Ostrawa | bieg na 10 000 m   | 3. miejsce  | 28:57,91 |